# فرودگاه بین‌المللی هل بنگلر

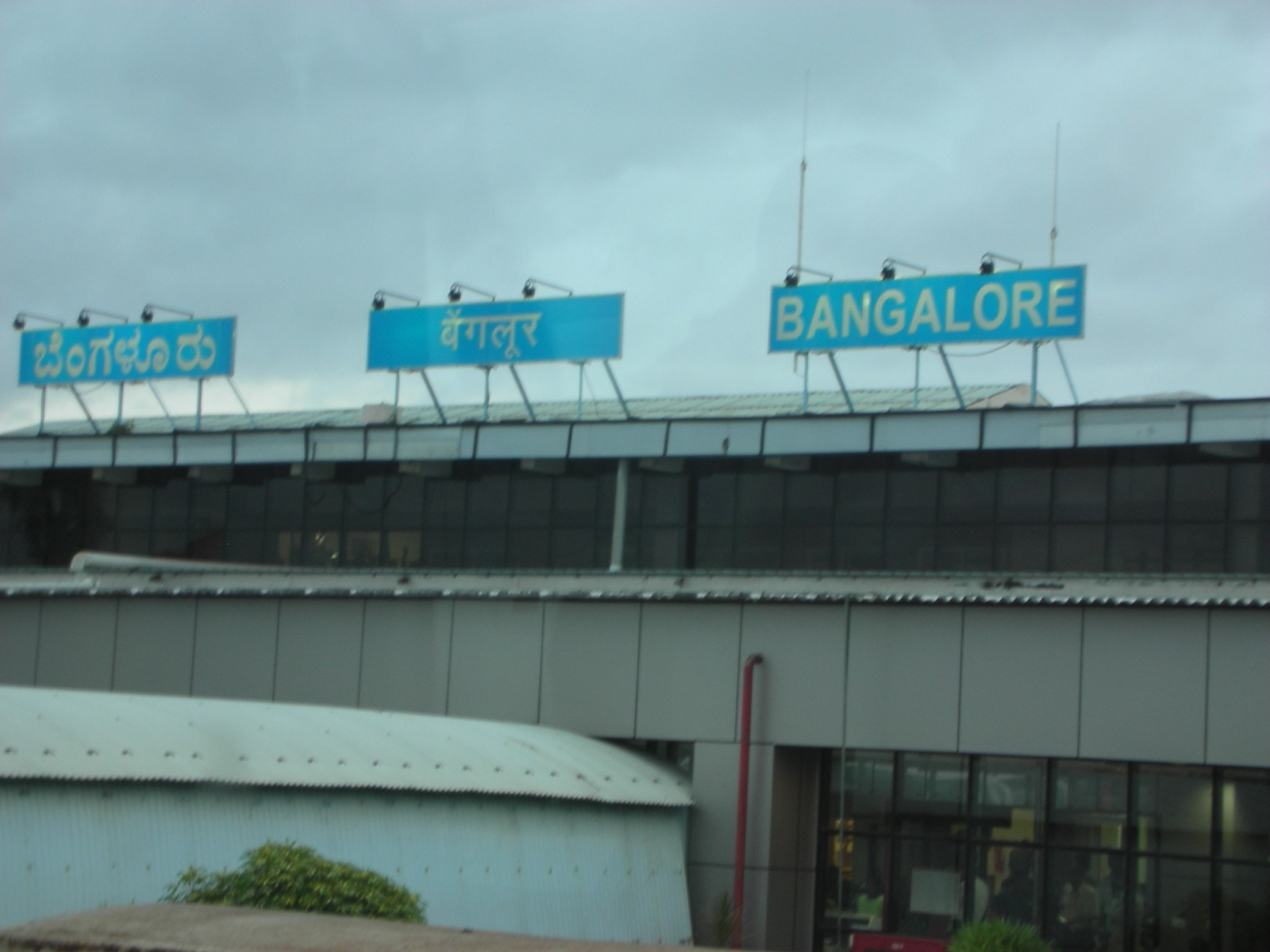
فرودگاه بین‌المللی هل بنگلر

فرودگاه بین‌المللی هل بنگلر (به انگلیسی: HAL Bangalore International Airport) (به زبان بومی: HAL Airport) یک فرودگاه نظامی است که یک باند فرود آسفالت دارد و طول باند آن ۳۳۰۷ متر است. این فرودگاه در شهر بنگالورو کشور هند قرار دارد و در ارتفاع ۸۸۸ متری از سطح دریا واقع شده‌است.